# Franco Trincavelli
Franco Trincavelli, född 7 juni 1935 i Abbadia Lariana, död 10 november 1983 i Abbadia Lariana, var en italiensk roddare.
Trincavelli blev olympisk guldmedaljör i fyra med styrman vid sommarspelen 1956 i Melbourne.